# Pursuit Special V8 Interceptor
La Pursuit Special V8 Interceptor de la saga Mad Max, également appelée Last Interceptor V8, est une muscle car basée sur une Ford Falcon XB GT Hardtop modèle 1973 à compresseur Weiand. Elle est pilotée par le personnage principal, Max Rockatansky, dans trois films de la franchise : Mad Max, Mad Max 2 : Le Défi et Mad Max : Fury Road. Elle apparaît aussi dans les deux jeux vidéo qui en ont été tirés, sortis respectivement en 1990 et 2015.

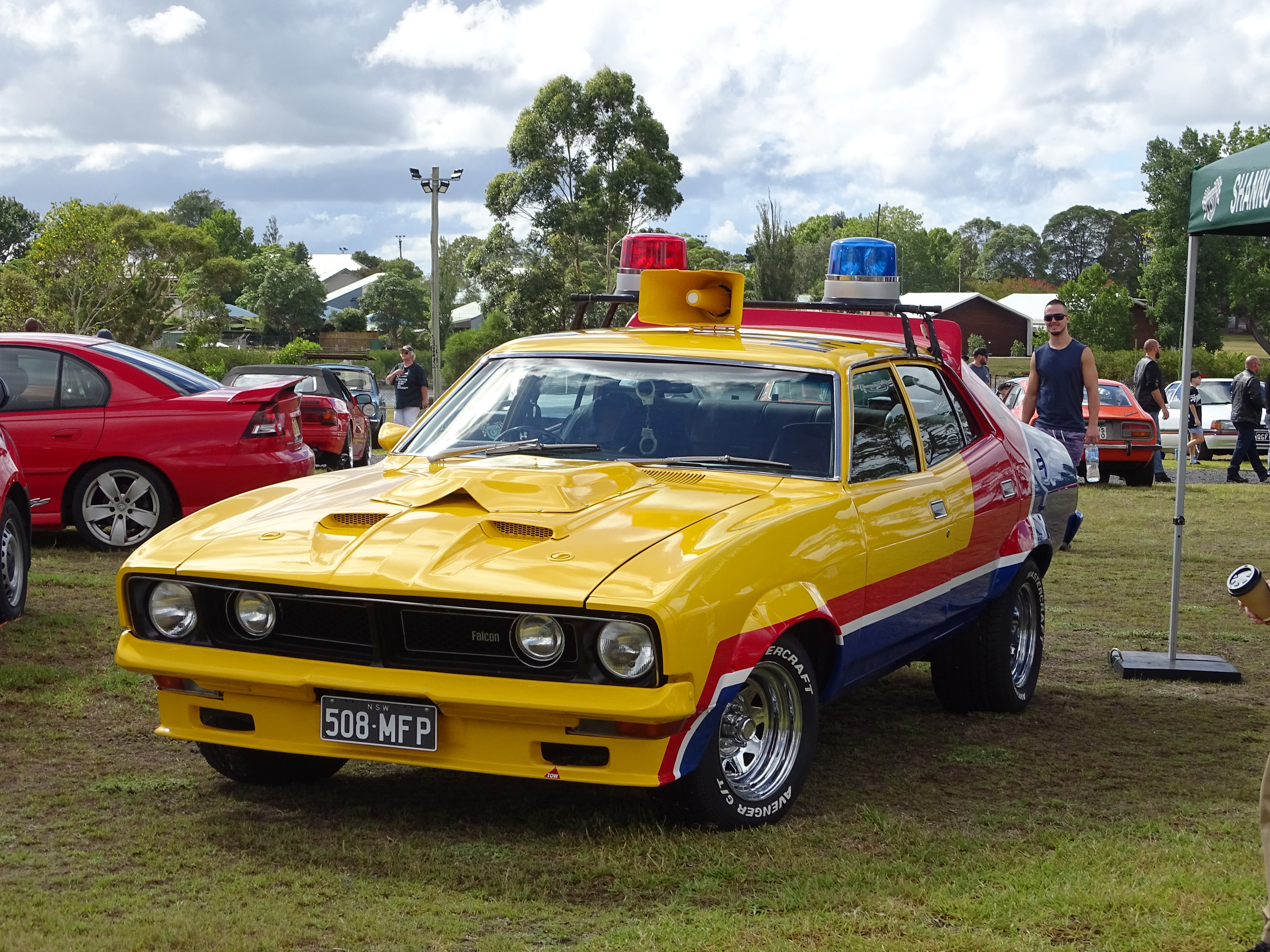
Ford Falcon « Interceptor » du premier opus Mad Max (1979).

## Mad Max

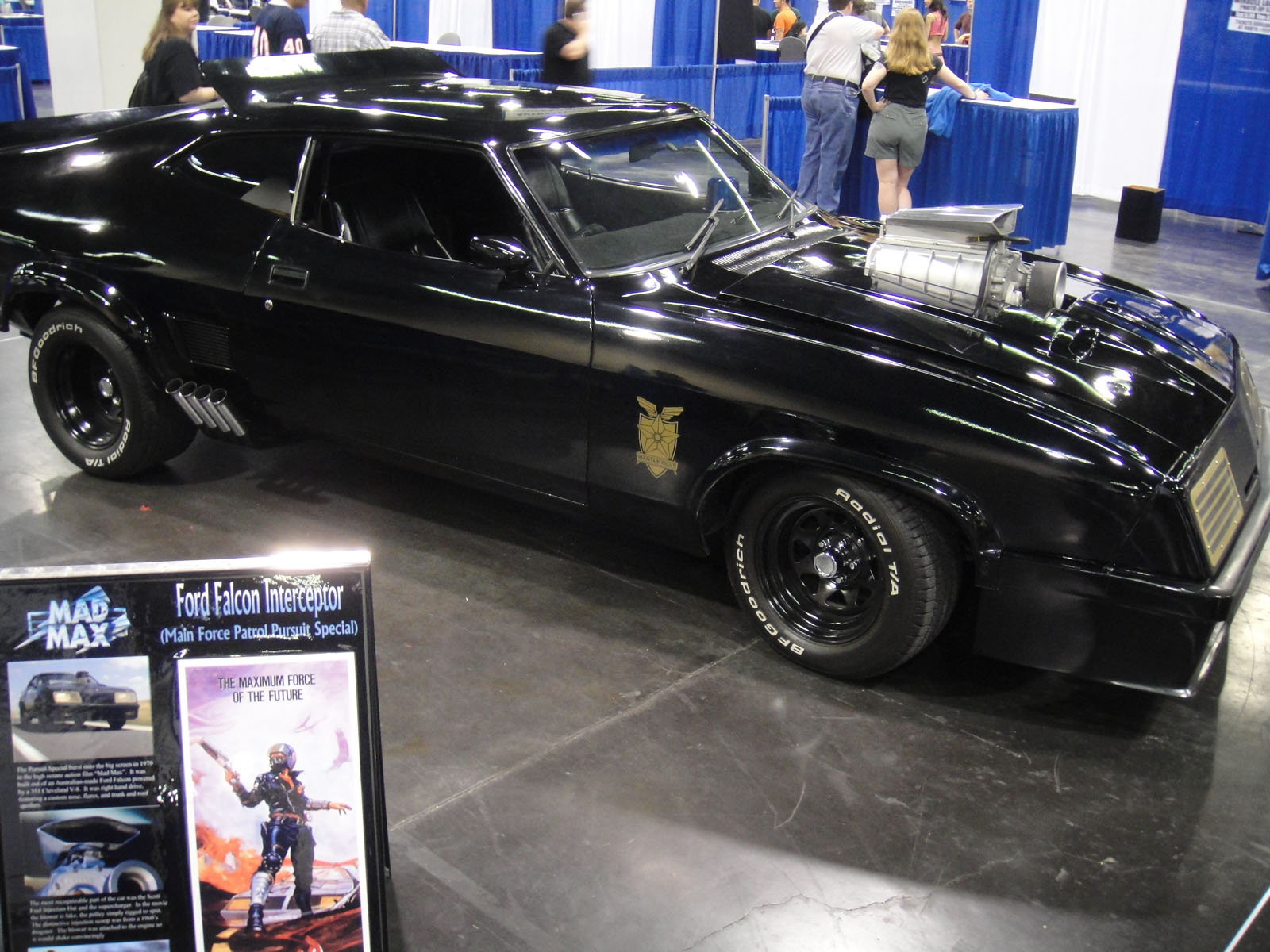
L'intercepteur Pursuit Special MFP tel qu'elle est apparue dans Mad Max.

La première voiture apparaissant dans le film sous le nom de Pursuit Special est un coupé HQ Holden Monaro V8 de 1972. La voiture est volée par l'« Aigle de la route » (Vince Gil ; le Nightrider en VO), un tueur de policiers en fuite, qui meurt dans un accident détruisant le véhicule. La plus célèbre Pursuit Special est une Ford Falcon XB GT fortement modifiée, basée sur un véhicule assemblé à l'origine par Ford en novembre 1973. Après avoir révélé son désir de démissionner, Maxwell « Mad Max » Rockatansky (Mel Gibson), le meilleur intercepteur de la police, se voit proposer la Pursuit Special noire afin de rester dans les forces de l'ordre. Max refuse l'offre, mais utilise plus tard ce véhicule pour se venger d'un gang de motards hors-la-loi qui a tué sa femme et son fils.

### Origines
À sa sortie d'usine la Ford Falcon XB GT Hardtop de 1973 était équipée d'un bloc australien de 351 po3 (5,8 l) standard. En 1976, Byron Kennedy et George Miller commencèrent la préproduction de Mad Max. Le directeur artistique du film, Jon Dowding, conçut l'Interceptor et chargea les customisateurs de voitures Graf-X International, basés à Melbourne, de modifier la GT Falcon. Peter Arcadipane,, Ray Beckerley, John Evans et le peintre Rod Smythe transformèrent la voiture avec les spécifications pour le film.
Le modèle de voitures Ford Falcon XB GT n'est alors produit qu'en Australie, et utilisé entre autres par la police des autoroutes (Highway Patrol). 

### Modifications
Les principales modifications furent une peinture noire intégrale, des spoilers de toit et de coffre, l'élargissement des passages de roues, le parechoc avant ainsi que la prise d'air dynamique du capot moteur conçus par Arcadipane (commercialisé sous le nom « Concorde »). De plus, huit tuyaux latéraux d'échappement individuels furent ajoutés (seulement deux d'entre eux étant réellement fonctionnels, les autres semblant fonctionner à cause des vibrations créées par les deux premiers). La caractéristique la plus célèbre de la voiture est son compresseur Weiand 6-71 dépassant du capot. Malgré son allure impressionnante, il n'était pas fonctionnel lors du tournage. Les compresseurs sont généralement entraînés en permanence par le moteur et ne peuvent pas être allumés et éteints, comme on peut le voir dans les deux premiers films Mad Max. Neanmoins sur ce modèle Weiand il peut l'être.

### Utilisation promotionnelle
À la fin du tournage, les producteurs n'ayant pas pu payer tous leurs créanciers, l'Interceptor noire fut mise en vente. Le compresseur Weiwand et les échappements latéraux furent retirés pour la rendre utilisable sur route. Elle servit de voiture promotionnelle pour le film avant sa mise en vente. Elle ne fut cependant pas vendue, mais cédée en paiement de ses services à l'acteur et mécanicien automobile Murray Smith qui était le chef mécanicien de l'équipe de production du film.

## Mad Max 2: Le Défi
Entre-temps, le film australien à petit budget avait remporté un succès mondial générant une suite, Mad Max 2. Pour le film, la Pursuit Special fut rachetée par Kennedy et Miller.

### Nouvelles modifications
Pour ce deuxième opus, les roues arrière et les échappements latéraux furent changés. Le compresseur original Weiand ,, qui avait été retiré puis perdu, fut remplacé. Contrairement au premier film, le compresseur était maintenant fonctionnel (relié directement à la poulie de vilebrequin du moteur). L'effet d'engagement ou de désengagement du compresseur était créé en plaçant la voiture sur une remorque en mouvement, le moteur de l'Interceptor étant simplement démarré ou arrêté. La voiture fut esthétiquement modifiée pour le nouveau cadre post-apocalyptique. Une paire de grands réservoirs de carburant cylindriques furent installés à l'arrière (nécessitant le retrait de la lunette arrière et du couvercle de coffre). L'apparence générale prit un aspect plus usé avec une peinture noir mat plutôt que noir brillant, maquillée pour donner l'apparence de rouille. La partie avant fut également modifiée avec la suppression de la prise d'air. Une voiture jumelle fut par ailleurs assemblée pour le film, le script prévoyant qu'elle devait être détruite en roulant sur un talus pour finalement exploser. La deuxième Interceptor fut donc utilisée et détruite, laissant le véhicule origine intact.

### Élimination et restauration
Une fois la production terminée, la Pursuit Special intacte fut vendue avec d'autres épaves du film à un chantier de démolition de Broken Hill puis revendue à un autre casseur en Australie-Méridionale. Au milieu des années 1980 la voiture fut sauvée par Bob Fursenko, qui la restaura en faisant installer un nouveau pare-chocs avant et une prise d'air, mais en conservant les réservoirs de carburant de Mad Max 2. Fursenko a confirmé l'authenticité du véhicule avec Kennedy Miller. Elle a ensuite été largement vue en Australie avant d'être vendue par Fursenko et expédiée au Cars of the Stars Motor Museum (en), en Angleterre, où elle est restée jusqu'à la fermeture du musée en 2011. Elle a ensuite été transférée au Miami Auto Museum at the Dezer Collection (en) à Miami, Floride.

## Mad Max: Fury Road
Alors que la Pursuit Special n'apparaissait pas dans Mad Max : Au-delà du dôme du tonnerre, le véhicule revient pour le quatrième opus de la franchise, Mad Max : Fury Road. Miller déclara : « Tous les véhicules sont en quelque sorte hybrides, bricolés, à partir des épaves du passé. » L'Interceptor figure très brièvement dans le film ; elle est capturée avec Max dans la séquence d'ouverture et apparait en train d'être réparée par un groupe d'adeptes d'Immortan Joe. Elle revient dans la bataille finale, conduite par l'un des War Boys, pour être finalement écrasée entre deux véhicules plus gros. Lorsqu'on lui a demandé dans une interview du The Hollywood Reporter si Fury Road est un reboot ou une suite, George Miller a simplement répondu que « les films sont vaguement connectés ». Cependant, la bande dessinée préquelle du film, pour laquelle Miller est crédité, le place après Mad Max : Au-delà du dôme du tonnerre.

## Dans les films
Les Pursuit Special sont des voitures de patrouille de police infiltrées qui servent également d'intercepteurs. Dans la scène d'ouverture du premier opus, l'unique Pursuit Special est un modèle Holden Monaro HQ de 1972, rouillé et fatigué. Elle est volée par l'Aigle de la route, membre d'un gang de motards appelé les Zed Runners (également connus sous le nom d'Acolytes) avec laquelle il s'échappe de sa garde à vue, pour finir par être totalement détruite lors de la poursuite avec Max.
Le terme Pursuit Special fait généralement référence à la V8 Interceptor Pursuit Special de Max. Une Ford XB Falcon GT 351 de 1973, spécialement commanditée par le commissaire Labatouche et le commandant de la Main Force Patrol (MFP), Fifi Macaffee. Assemblée par le mécanicien du MFP, Barry, elle reçoit des échappements latéraux et un compresseur Weiand (accessoires de film non fonctionnels). Lorsque la famille de Max est assassinée par le gang de motards, il vole la Pursuit Special au MFP et se livre à un saccage vengeur.

Réplique de l'Interceptor V8 tel qu'il apparaît dans le premier opus
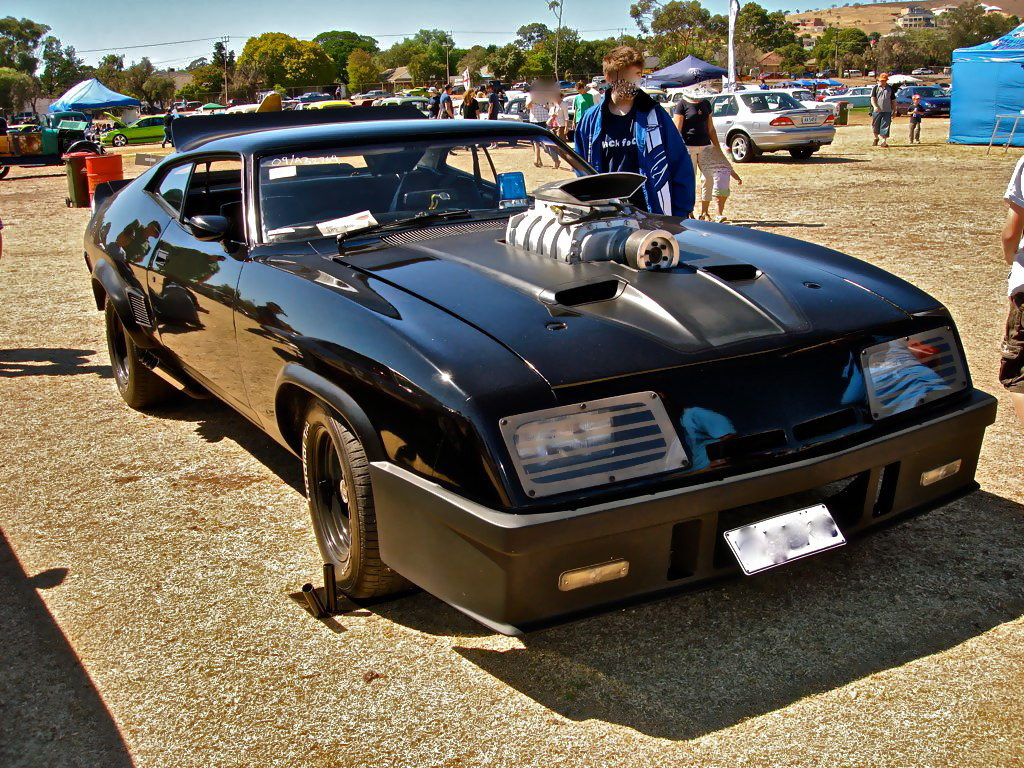
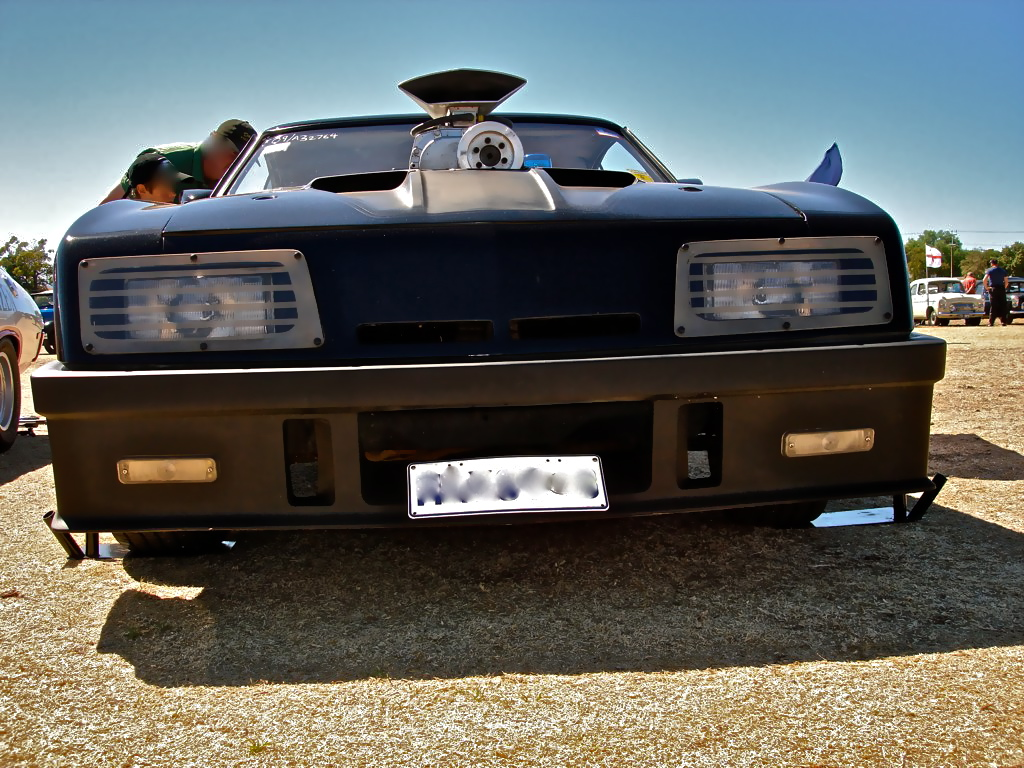

Dans Mad Max 2, qui se déroule environ cinq ans après les événements du film précédent, la Pursuit Special a souffert des affres du désert : elle perd son bouclier avant au début de la première séquence de poursuite du film (alors que Max se retrouve coincé à l'arrière par un véhicule du gang), la voiture est rouillée et les pneus semblent en mauvais état. La voiture elle-même a été modifiée, vraisemblablement par Max : la lunette arrière et le hayon du coffre ont été retirés pour faire place à deux énormes réservoirs de carburant. Avec une capacité de plus de 150 litres d'essence, ceux-ci améliorent considérablement l'autonomie du véhicule. La voiture apparaît donc au début du film lorsque Max échappe à un groupe de pillards, puis sauve un membre mortellement blessé d'une colonie de forage pétrolier. Elle apparait nouveau plus tard, lorsqu'elle est détruite pendant la tentative infructueuse de Max de quitter la colonie.

Réplique de l'Interceptor V8 à l'extérieur de l'hôtel Silverton, principal lieu de tournage du deuxième film
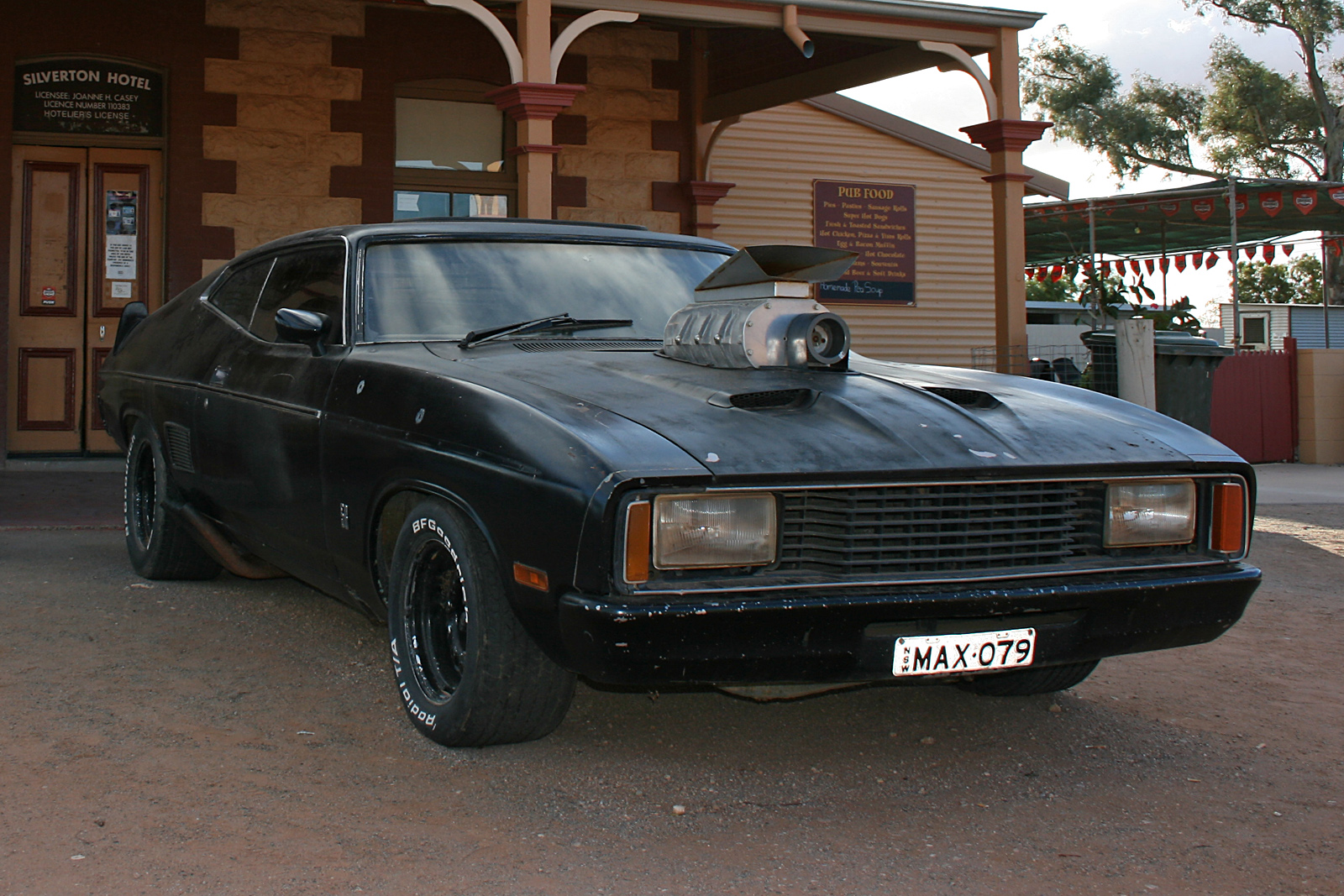
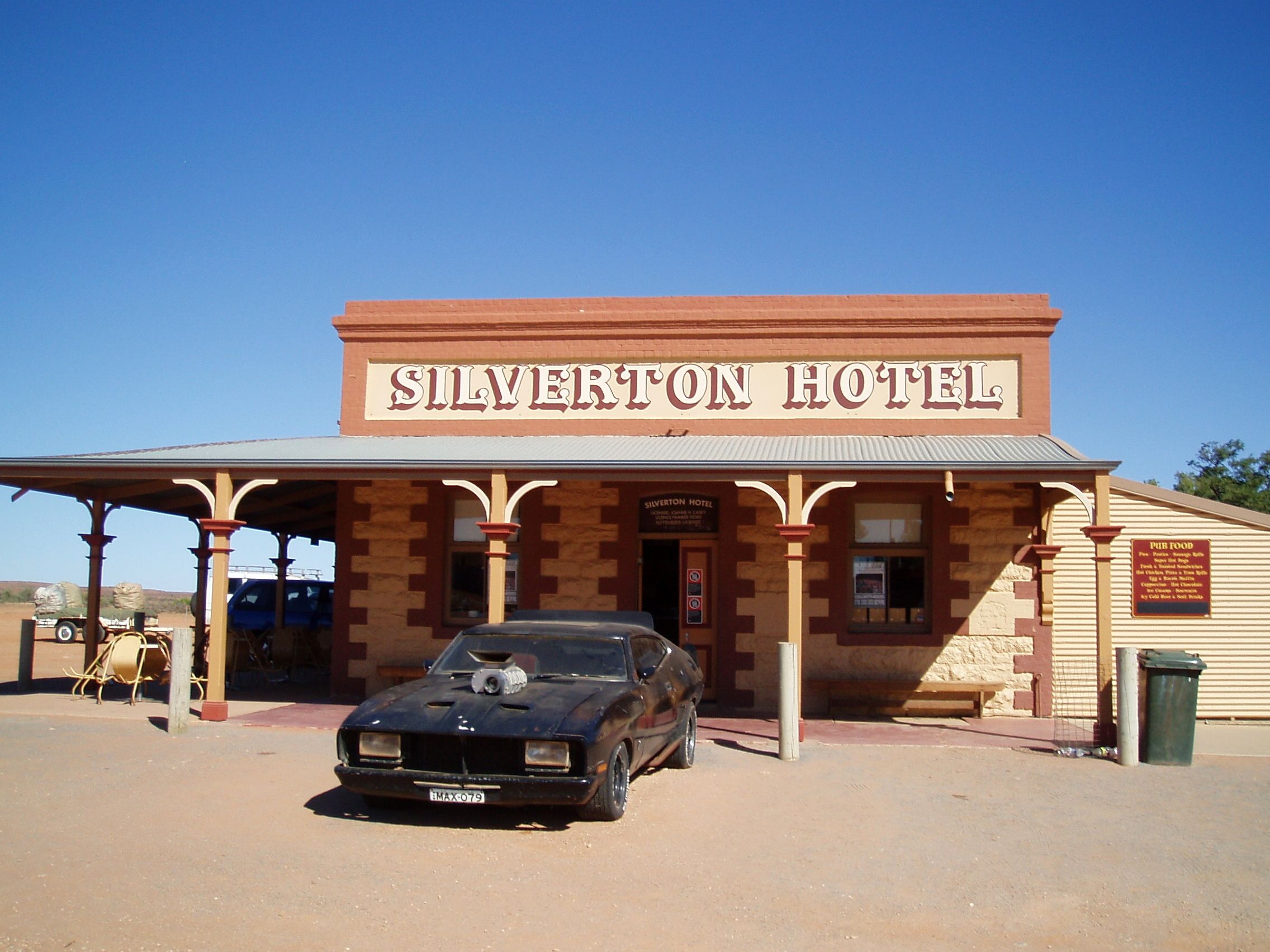

La Pursuit Special revient dans Mad Max: Fury Road. Le film n'explique jamais sa réapparition ; cependant, la série de bandes dessinées Fury Road, qui se déroule juste avant le film, comprend un arc narratif où Max rassemble des pièces pour reconstruire le véhicule avant les événements de Fury Road . La voiture apparait très brièvement dans le film, conduite par Max avant d'être détruite par les hommes d'Immortan Joe. Elle est ensuite réparée par les Joe's War Boys, ramenée au métal nu, lui donnant un aspect argenté,,. Elle est alors rebaptisée «Razor Cola» et utilisée comme l'un de leurs véhicules. Elle est de nouveau détruite, écrasée entre deux gros camions.

## Dans le jeu vidéoMad Maxde 2015
Dans le jeu vidéo de 2015, le fils d'Immortan Joe, Scabrous Scrotus, est un chef de guerre de Gastown (la colonie mentionnée dans Fury Road ). Ses hommes volent la Pursuit Special (appelée la « Black-on-Black » dans le jeu) à Max au début du jeu et la démontent. Tout au long du jeu Max passe du temps avec Chumbucket pour construire la remplaçante de l'Interceptor. Son le nom de « Magnum Opus », elle pourrait lui permettre de traverser les plaines du silence, une étendue aride de salines qui, selon Max, le soulagera de ses souvenirs cauchemardesques. Dans la bataille finale du jeu, l'Opus, maintenant à égalité avec l'Interceptor, est détruite par le Land Mover de Scrotus et le concepteur/gardien de l'Opus, Chumbucket. Max est désormais sans voiture lorsque Scrotus apparait avec l'Interceptor. Après s'être débarrassé du seigneur de guerre, Max récupère enfin sa voiture, remet la photo de sa famille sur le tableau de bord et part dans le désert.

## Propriétaires

### Modèle original
Après être passé de main en main, le modèle original de la voiture est acheté au début des années 1980 par Bob Fursenko qui le rénove et organise des tournées pour présenter le bolide.
De 1992 à 2011, la voiture est exposée au musée Cars of the Stars à Keswick en Angleterre. En 2011, elle est transférée au musée de l'automobile de Miami (Miami Auto Museum).
En 2020, le modèle original est mis en vente aux enchères.